# Ronde van Tsjechië
De Ronde van Tsjechië (Officieel: Sazka Tour) is een vierdaagse wielerwedstrijd in Tsjechië. De ronde werd voor het eerst georganiseerd in 2010. Hij telt zowel een versie voor mannen als voor vrouwen.

## Mannen

### Meervoudige winnaars
| Zeges | Renner        | Land     | Jaren      |
| ----- | ------------- | -------- | ---------- |
| 002   | Leopold König | Tsjechië | 2010, 2013 |

### Overwinningen per land
| Zeges | Land                                                                           |
| ----- | ------------------------------------------------------------------------------ |
| 006   | Tsjechië                                                                       |
| 003   | Italië                                                                         |
| 001   | België, Australië, Denemarken, Duitsland, Oostenrijk, Zuid-Afrika, Zwitserland |

## Vrouwen
Voor de "Ronde van Tsjechië" voor vrouwen:
2010 · 2011 · 2012 · 2013 · 2014 · 2015 · 2016 · 2017 · 2018 · 2019 · 2020 · 2021 · 2022 · 2023 · 2024 · 2025